# Rudi Ball
Rudolf Victor „Rudi” Ball (Német Birodalom, Berlin, 1911. június 22. – Dél-afrikai Köztársaság, Johannesburg, 1975. szeptember) Európa-bajnok, világbajnoki ezüstérmes, olimpiai bronzérmes német jégkorongozó.
Az 1932. évi téli olimpiai játékokon szintén játszott a jégkorongtornán. Az amerikai olimpiára csak négy csapat ment el, így oda-visszavágós volt a torna. A lengyel csapat, a kanadai csapat és az amerikai csapat vett részt. A két észak-amerikai válogatott mögött végeztek a harmadik helyen, így olimpiai bronzérmesek és világbajnoki bronzérmesek is lettek. A lengyelek ellen 4–1-re megnyert mérkőzésen mesterhármast ütött.
Az 1936. évi téli olimpiai játékokon is játszott a jégkorongtornán. De ezt az akkori vezetés nem akarta, mert zsidószármazású volt. Ezért jóbarátja Gustav Jaenecke kiállt mellette, végül engedték, hogy játszhasson. A német csapat a B csoportba került. Az amerikai csapat, a svájci csapat és az olasz csapat volt még ebben a csoportban. Csak az amerikaiaktól kaptak ki, így csoport másodikként jutottak a középdöntőbe, ahol az A csoportba kerültek. A kanadai csapat, a magyar csapat és a brit csapat volt az ellenfél. A magyarokat megverték, a britekkel döntetlent játszottak, és a kanadaiaktól kikaptak, így a csoport harmadik helyén végeztek és nem jutottak a négyes döntőbe. Összesítésben az 5. helyen végezetek. 4 mérkőzésen játszott és 2 gólt ütött.
A 2 olimpián kívül még 5 jégkorong-világbajnokságon vett részt a német válogatottal: az 1930-as jégkorong-világbajnokságon ezüstérmes lett. 1930-ban európa-bajnoki aranyérmet is nyert.
Klubcsapataival is nagyon sikeres volt. 1929-ben a Berliner Schlittschuh-Clubbal Spengler-kupát nyert. 1928 és 1944 között 8-szor volt német bajnok. 1934-ben és 1935-ben a HC Diavoli Rossonerrel Spengler-kupát nyert.
A második világháború után a Dél-afrikai Köztársaságba emigrált és ott is jégkorongozott. 1951-ben dél-afrikai bajnok lett.
2004-ben beválasztották a Nemzetközi Jégkorongszövetség Hírességek Csarnokába.